# Машина Pick and Place

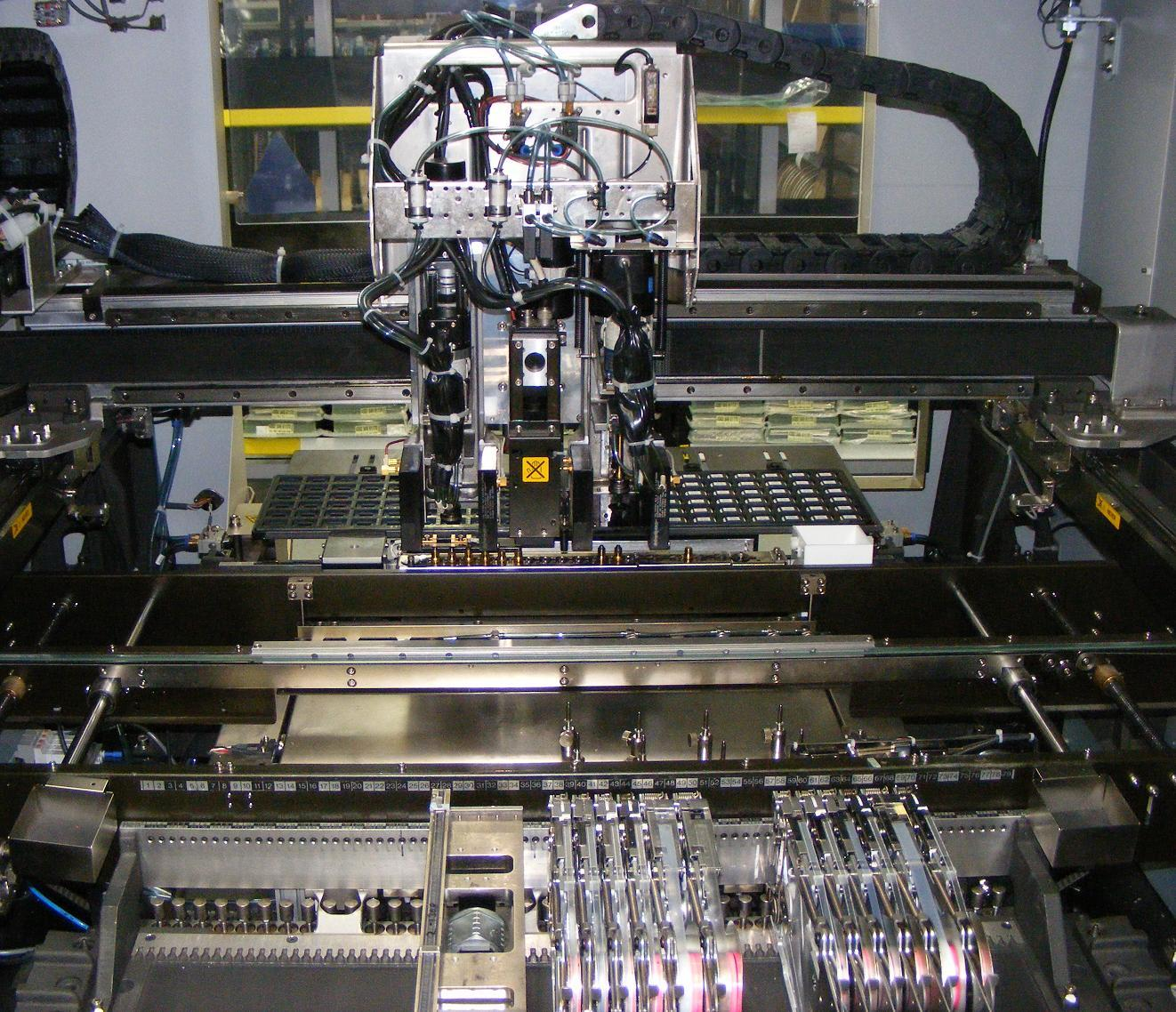
Внутрішні деталі двоголового, портального типу Juki SMT. На передньому плані — стрічкові та мотовилкові пристрої, потім (на даний момент порожній) стрічковий конвеєр для друкованих плат, а ззаду — великі частини в лотку. На порталі встановлені дві насадки, що обмежують камеру (з позначкою «не торкатися», щоб уникнути відбитків пальців на об’єктиві)

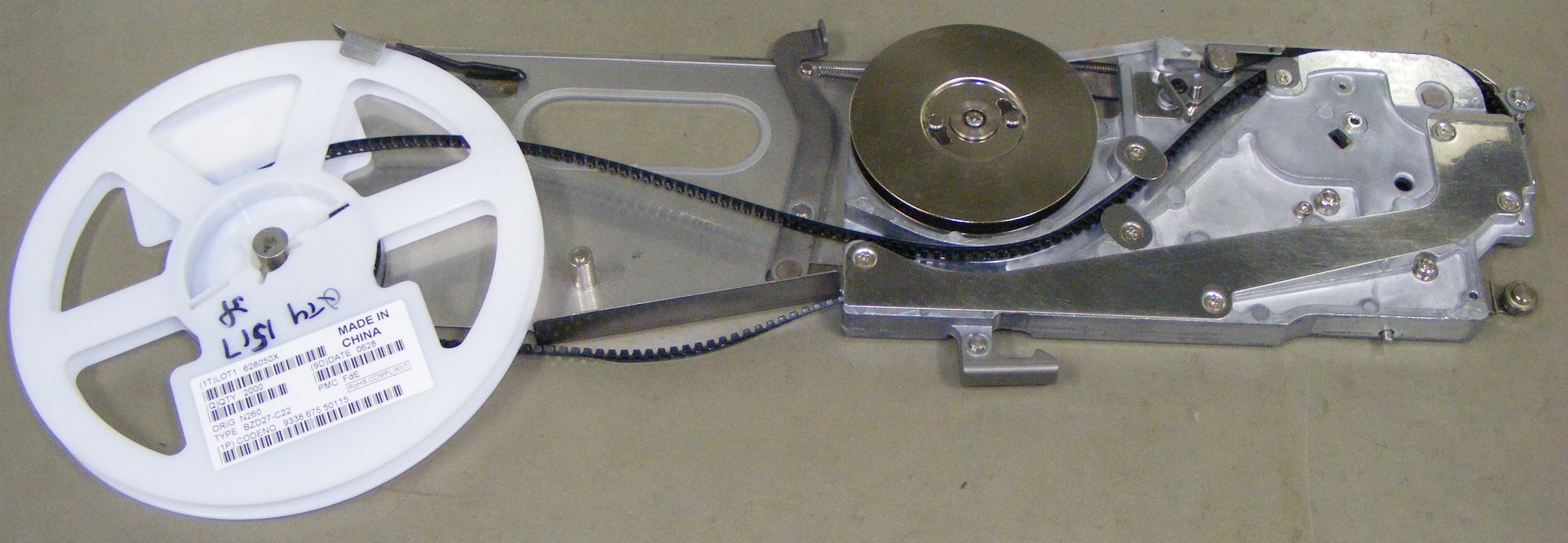
Механізм подачі стрічки та барабан, що використовується для завантаження компонентів у машину для збирання та розміщення

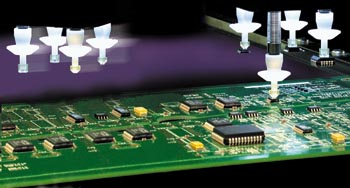
SMD-pick-and-place машина (з імітованим розмиттям руху)

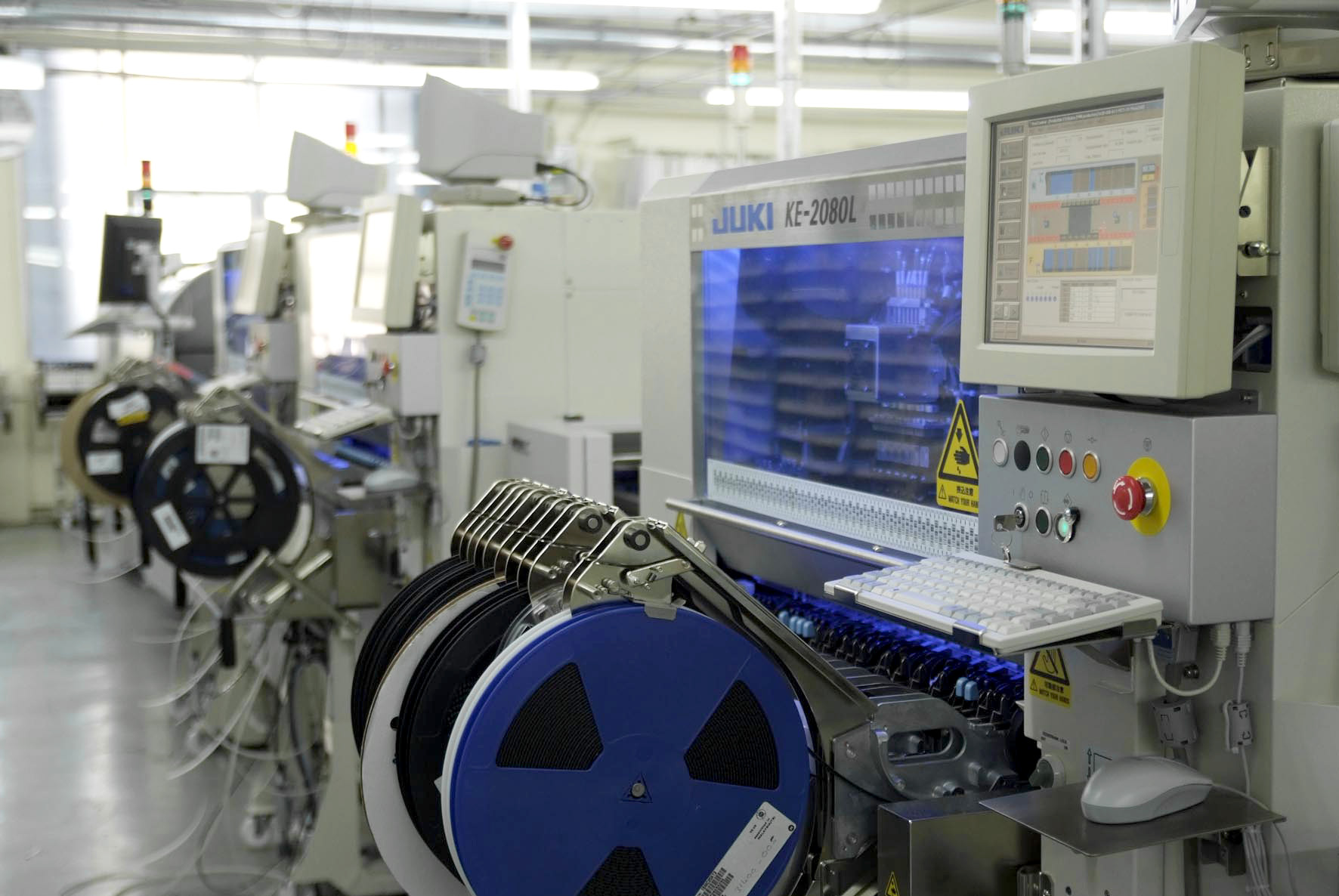
Машина Pick and Place Juki KE-2080L

Машина Pick and Place (Машина вибору та розміщення) — Системи розміщення компонентів з технологією поверхневого монтажу (SMT), які зазвичай називають машинами по підбору та розміщенню або P&P, — це роботизовані машини, які використовуються для розміщення пристроїв поверхневого монтажу (SMD) на друкованій платі (PCB). Вони використовуються для високошвидкісного та високоточного розміщення широкого спектру електронних компонентів. Таких як конденсатори, резистори, інтегральні схеми на друкованих платах, які, у свою чергу, використовуються в комп'ютерах, побутовій електроніці, а також у промисловості, медицині, автомобільній, військовій, телекомунікаційній промисловості та інших обладнаннях. Складальні машини - відносно складні машини, що використовуються для збирання друкованих плат. Як випливає з назви, підберіть компоненти та помістіть їх на друковану плату. Подібне обладнання існує для компонентів наскрізних отворів. Цей тип обладнання іноді також використовується для упаковки мікрочипів за допомогою методу фліп-чипа.

## Історія

### 1980ті та 1990ті
Протягом цього часу на типовій складальній лінії SMT використовувалися два різних типи машин для збирання та розміщення (P&P), розташованих послідовно.
Незаповнена дошка була подана в машину швидкого розміщення. Ці машини, які іноді називають стрілками чипів, розміщують переважно низькоточні прості компоненти корпусу, такі як резистори та конденсатори. Ці високошвидкісні машини P&P були побудовані на основі однієї конструкції башти, здатної встановлювати до двох десятків станцій. Коли вежа обертається, станції, що проходять повз задню частину машини, підбирають деталі з пристроїв подачі стрічки, встановлених на рухомій каретці. Коли станція рухається навколо вежі, вона проходить повз оптичну станцію, яка обчислює кут, під яким була піднята деталь, дозволяючи машині компенсувати дрейф. Потім, коли станція досягає передньої частини вежі, дошку переміщують у належне положення, насадку обертають, щоб розмістити деталь у правильній кутовій орієнтації, і деталь кладуть на дошку. Звичайні стрільці з мікросхем можуть за оптимальних умов розміщувати до 53 000 частин на годину або майже 15 частин на секунду.
Оскільки друкована плата переміщується, а не вежа, таким чином можна розмістити лише легкі частини, які не будуть розхитані під час інтенсивного руху друкованої плати.
З високошвидкісної машини дошка переходить до машини для точного розміщення. Ці машини для підбору і розміщення часто використовують камери перевірки високої роздільної здатності та системи точного регулювання за допомогою високоточних лінійних кодерів на кожній осі для більш точного розміщення деталей, ніж у високошвидкісних верстатах. Крім того, верстати для точного розміщення здатні обробляти більші або більш неправильної форми деталі, такі як великі інтегральні схеми або упаковані котушки індуктивності та тримпоти. На відміну від швидкісних розсипів, точні розсипи зазвичай не використовують насадки, встановлені на вежі, а натомість покладаються на рухому головку з опорою на порталі. Ці точні розсипи покладаються на головки для розміщення з відносно невеликою кількістю насадок. Голова іноді має лазерний ідентифікатор, який сканує відбиваючий маркер на платі ПК, щоб орієнтувати голову на плату. Деталі підбираються з пристроїв подачі стрічки або лотків, скануються камерою (на деяких машинах), а потім розміщуються у належному положенні на дошці. Деякі машини також центрують деталі на голові двома плечами, які близько до центру деталі; потім голова повертається на 90 градусів, а руки знову змикаються, щоб центрувати деталь ще раз. Похибка для деяких компонентів у багатьох випадках становить менше півміліметра.

### 2000 по теперішній час
Через величезні витрати на наявність двох окремих машин для розміщення деталей, обмеження швидкості стрілків чипів і негнучкість машин, виробники машин для електронних компонентів відмовилися від цієї техніки. Щоб подолати ці обмеження, вони перейшли до модульних, багатоголовкових і багатопортових машин «все в одному», які могли б швидко змінювати головки на різні модулі залежно від продукту, який будується, на машини з кількома міні-башочками, здатними розмістити цілі. спектр компонентів з теоретичною швидкістю 136 000 компонентів на годину. Найшвидші машини можуть мати швидкість до 200 000 CPH (компонентів на годину).

### Після 2010 року
Заміна головок на бортових установках вимагала більшого запасу головок і відповідних запасних частин для різних головок, щоб мінімізувати час простою. Машини для розміщення мають головку «все в одному», яка може розміщувати компоненти розміром від 0,4 мм × 0,2 мм до 50 мм × 40 мм. На додаток до цього з’явилася нова концепція, згідно з якою користувач міг запозичити продуктивність під час пікових періодів. Сьогодні в галузевому підході відбулися великі зміни, приділивши більше уваги програмним додаткам для цього процесу. Завдяки новим застосуванням, таким як POP та розміщення пластин на підкладці, галузь виходить за рамки звичайного розміщення компонентів. Існує велика різниця в потребах користувачів SMT. Для багатьох високошвидкісні машини не підходять через вартість і швидкість. З останніми змінами в економічному кліматі вимога щодо розміщення SMT стає зосередженою на універсальності машини для роботи з короткими пробігами та швидкою заміною. Це означає, що недорогі машини з системами зору забезпечують доступний варіант для користувачів SMT. Є більше користувачів низького та середнього класу машин, ніж надшвидких систем розміщення.

## Виробники
Виробники SMT машин для вибору та розміщення включають:
- Juki
- Fuji
- Panasonic
- Yamaha (купила I-Pulse, проте вони продавалися в США та Європі як Assembleon. Yamaha продавалася в основному в Азії, поки K&S не придбала Assembleon.[4])
- Hanwha Precision Machinery (раніше Hanwha Techwin після придбання Samsung Techwin компанією Hanwha Holdings.[5])
- Kulicke & Soffa (K&S) (колишній Philips, а пізніше Assembleon)
- Sony (Now Juki[6])
- ASM Assembly Systems (колишній Siemens / SIPLACE and DEK)
- Universal Instruments Corporation
- Mycronic
- Europlacer
- NEODEN
- Essemtec
- Nordson (купила Dima[7])
- Hitachi (Колишнє Sanyo,[8] SMT відділ продано Yamaha[9])
- DDM Novastar
- Opulo

## Експлуатація
Обладнання для розміщення компонентів є частиною великої машини, яка виконує певні запрограмовані кроки для створення друкованої плати. Кілька підсистем працюють разом, щоб підняти і правильно розмістити компоненти на друкованій платі. Ці системи зазвичай використовують пневматичні присоски, прикріплені до пристрою, схожого на плоттер, що дозволяє точно маніпулювати чашкою в трьох вимірах. Крім того, кожне сопло може обертатися незалежно.

### Компонентна подача
Компоненти для поверхневого монтажу розміщуються вздовж передньої (і часто задньої) сторони машини. Більшість компонентів поставляються на паперовій або пластиковій стрічці, в котушках, які завантажуються в пристрої подачі, встановлені на машині. Великі інтегральні схеми (ІС) іноді постачаються в лотках, які складаються у відсік. Більш поширені мікросхеми постачаються на стрічках, а не на лотках чи паличках. Удосконалення технології подачі означає, що стрічковий формат стає кращим методом представлення деталей на SMT-машині.
Перші головки подачі були набагато громіздкішими, і, як наслідок, вони не були спроектовані як мобільна частина системи. Натомість сама друкована плата встановлювалася на рухомій платформі, яка вирівнювала ділянки плати, що підлягали заповненню, з розташованою над ними подавальною головкою .

### Конвеєрна стрічка
Посередині машини проходить конвеєрна стрічка, по якій рухаються чисті друковані плати, а в центрі машини знаходиться затискач для друкованих плат. Друкована плата затискається, а форсунки забирають окремі компоненти з подавачів/лотків, повертають їх до правильної орієнтації, а потім з високою точністю розміщують на відповідних майданчиках на друкованій платі. Високопродуктивні машини можуть мати кілька конвеєрів для одночасного виробництва декількох однакових або різних видів продукції.

### Система огляду та візуального контролю
Деталь, що переміщується від пристроїв подачі деталей з обох боків конвеєра до друкованої плати, фотографується знизу за допомогою камери з високою роздільною здатністю та системи освітлення. Силует деталі перевіряється на наявність пошкоджень або відсутності (якщо деталь не була взята), а неминучі помилки реєстрації під час взяття вимірюються і компенсуються при розміщенні деталі на конвеєрі. Наприклад, якщо деталь була зміщена на 0,25 мм і повернута на 10° під час взяття, захоплювальна головка відкоригує положення, щоб встановити деталь у правильне місце.
Деякі верстати мають такі оптичні системи на маніпуляторі робота і можуть виконувати оптичні розрахунки без втрати часу, тим самим досягаючи нижчого коефіцієнта зниження. Високоякісні оптичні системи, встановлені на головках, також можуть використовуватися для захоплення деталей нестандартного типу і збереження їх в базі даних для подальшого використання. На додаток до цього, доступне вдосконалене програмне забезпечення для моніторингу виробництва та зв'язку з базою даних - від виробничого цеху до ланцюжка поставок - в режимі реального часу. ASM надає додаткову функцію для підвищення точності при розміщенні світлодіодних компонентів на високоякісному продукті, де оптичний центр світлодіода є критично важливим, а не розрахунковий механічний центр, заснований на структурі виводів компонента. Спеціальна система камер вимірює як фізичний, так і оптичний центр і вносить необхідні корективи перед розміщенням. Вона також може отримувати зображення як в режимі одного поля зору, так і в режимі декількох полів зору .
Окрема камера на маніпуляторі фотографує точні мітки на друкованій платі, щоб точно виміряти її положення на конвеєрі. Дві точні мітки, виміряні у двох вимірах кожна, зазвичай розміщені по діагоналі, дають змогу виміряти та компенсувати орієнтацію друкованої плати та її теплове розширення. Деякі машини також можуть вимірювати зсув друкованої плати, вимірюючи третю довірчу мітку на друкованій платі.

### Різновиди
Щоб мінімізувати відстань, яку повинен подолати приймальний гантель, зазвичай на одному гантелі встановлюють кілька сопел з окремими вертикальними рухами. Це дозволяє забирати кілька деталей за один прохід до живильників. Крім того, сучасне програмне забезпечення в машинах нового покоління дозволяє різним роботизованим головкам працювати незалежно одна від одної для подальшого збільшення пропускної здатності.
Компоненти можуть бути тимчасово прикріплені до друкованої плати за допомогою самої паяльної пасти або за допомогою невеликих крапель окремого клею, що наноситься за допомогою машини для нанесення клею, яка може бути вбудована в машину для збирання та розміщення компонентів. Клей додається перед розміщенням компонентів. Він подається за допомогою форсунок або за допомогою струменевого дозування. Струменеве дозування розподіляє матеріал, спрямовуючи його на ціль, якою в даному випадку є друкована плата.

## Див.також
- Flip chip